# خانه علی مسیو
خانه علی مسیو (خانه فکری مشروطه‌خواهان، مرکز غیبی تبریز) مربوط به دوره قاجار است و در تبریز، خیابان ارتش جنوبی، کوچه صدر، پلاک ۵۰ واقع شده و این اثر در تاریخ ۱۴ مرداد ۱۳۸۲ با شمارهٔ ثبت ۹۴۱۱ به‌عنوان یکی از آثار ملی ایران به ثبت رسیده‌است.